# Maladies du trèfle
Liste des maladies du trèfle cultivé (Trifolium incarnatum, Trifolium pratense, Trifolium repens, etc.).

## Maladies bactériennes
| Maladies                                      | Agents pathogènes                           |
| --------------------------------------------- | ------------------------------------------- |
| Flétrissement bactérien                       | corynebacterium insidiosum                  |
| Taches bactériennes des tiges et des feuilles | Pseudomonas syringae, Xanthomonas alfalfae, |

## Maladies fongiques
| Maladies                                                                                      | Agents pathogènes                                                                      |
| --------------------------------------------------------------------------------------------- | -------------------------------------------------------------------------------------- |
| Alternariose                                                                                  | Alternaria alternata                                                                   |
| Anthracnose de la luzerne                                                                     | Colletotrichum trifolii                                                                |
| Ascochytose de la luzerne, tige noire de la luzerne                                           | Phoma medicaginis Aschochyta imperfecta                                                |
| Ascochytose du pois                                                                           | Phoma pinodella Phoma trifolii                                                         |
| Cercosporiose de la luzerne et du trèfle                                                      | Cercospora zebrina, Cercospora medicaginis                                             |
| Curvulariose du trèfle                                                                        | Curvularia trifolii                                                                    |
| Fusariose (pourriture des racines et du collet)                                               | Fusarium oxysporum Fusarium solani Nectria haematococca [téléomorphe] Fusarium spp.    |
| Kabatiellose                                                                                  | Aureobasidium caulivorum Kabatiella caulivora                                          |
| Mildiou du trèfle et de la luzerne                                                            | Peronospora trifoliorum syn. Peronospora aestivalis                                    |
| Moisissure des anthères du trèfle                                                             | Botrytis anthophila Sclerotinia spermophila [téléomorphe]                              |
| Mycosphaerellose du trèfle, taches angulaires du trèfle                                       | Mycosphaerella carinthiaca                                                             |
| Pourridié noir du mélilot                                                                     | Thielaviopsis basicola Chalara elegans [synanamorphe]                                  |
| Pourriture du collet                                                                          | Mycoleptodiscus terrestris Leptodiscus terrestris                                      |
| Oïdium de la luzerne et du trèfle                                                             | Microsphaera trifolii syn. Erysiphe trifolii                                           |
| Pourridié à Cylindrocarpon                                                                    | Cylindrocarpon magnusianum Cylindrocarpon ehrenbergii Nectria ramulariae [téléomorphe] |
| Pourridié pythien, fonte des semis                                                            | Pythium debaryanum                                                                     |
| Pourriture des racines                                                                        | Sclerotium rolfsii Athelia rolfsii [téléomorphe]                                       |
| Rouille commune de la luzerne, rouille des nervures du trèfle                                 | Uromyces striatus                                                                      |
| Rouille commune du trèfle                                                                     | Uromyces trifolii-repentis var. fallens                                                |
| Rouille déformante du trèfle                                                                  | Uromyces trifolii                                                                      |
| Rouille méditerranéenne de la luzerne                                                         | Uromyces magnusii                                                                      |
| Sclérotiniose du trèfle, maladie à sclérotes des légumineuses                                 | Sclerotinia trifoliorum                                                                |
| Pourriture violette des légumineuses fourragères, rhizoctone de la luzerne, rhizoctone violet | Helicobasidium brebissonii Rhizoctonia crocorum [anamorphe]                            |
| Stemphylliose de la luzerne et du trèfle violet                                               | Stemphylium sarciniforme Stemphylium botryosum Pleospora tarda [téléomorphe]           |
| Taches communes à Pseudopeziza                                                                | Pseudopeziza trifolii                                                                  |
| Taches de suies                                                                               | Cymadothea trifolii Polythrincium trifolii [anamorphe]                                 |
| Tige noire de la luzerne                                                                      | Leptosphaerulina briosiana Leptosphaerulina trifolii                                   |
| Tumeurs nodulaires du trèfle, tumeurs marbrées de la luzerne                                  | Physoderma trifolii Urophlyctis trifolii                                               |
| Verticilliose de la luzerne                                                                   | Verticillium albo-atrum                                                                |

## Maladies virales
| Maladies                     | Agents pathogènes                                                           |
| ---------------------------- | --------------------------------------------------------------------------- |
| Jaunisse nanisante de l'orge | Virus de la jaunisse nanisante de l'orge ( BYDV, barley yellow dwarf virus) |
| Nanisme du soja              | Virus du nanisme du soja (SDV, Soybean dwarf virus)                         |
| Marbrure du dactyle          | Virus de la marbrure du dactyle (CfMV, cocksfoot mottle virus)              |
| Mosaïque de la luzerne       | Virus de la mosaïque de la luzerne (AMV, Alfalfa mosaic virus)              |
| Mosaïque jaune du haricot    | Virus de la mosaïque jaune du haricot (BYMV, Bean yellow mosaic virus)      |
| Mosaïque jaune du trèfle     | Clover yellow mosaic virus                                                  |
| Mosaïque du niébé            | Virus de la mosaïque du niébé (CMV, cowpea mosaic virus)                    |
| Mosaïque modérée du dactyle  | Virus de la mosaïque modérée du dactyle (CMMV, cocksfoot mild mosaic virus) |
| Mosaïque du concombre        | Virus de la mosaïque du concombre (CMV, cucumber mosaic virus)              |
| Mosaïque du ray-grass        | Virus de la mosaïque du ray-grass (RMV, ray-grass mosaic virus)             |
| Mosaïque du trèfle blanc     | Red clover virus 1 & 2                                                      |
| Nervures jaunes du trèfle    | Red clover vein mosaic virus (RCVMV)                                        |
| Taches annulaires            | Tobacco ringspot virus Tomato ringspot virus                                |
| Striures                     | Tobacco streak virus Wisconsin pea streak virus                             |
| Striure du dactyle           | Virus de la striure du dactyle (CSV, cocksfoot streak virus)                |
| Flétrissement                | Broadbean wilt virus                                                        |
| Balai de sorcière            | Witches' broom virus                                                        |
| Jaunisse nanisante           | Potato yellow dwarf virus                                                   |